# Михов, Никола
Никола Михайлов Михов (11 декабря 1891, Тырново — 1 февраля 1945, София) — болгарский государственный и военный деятель. Генерал-лейтенант, военный министр Болгарии (1942—1943), регент (1943—1944).

## Биография
Окончил Военное училище в Софии (1911), специализировался в области артиллерии. Участник Балканских войн 1912—1913, во время которых командовал 2-й батареей 5-го артиллерийского полка, участвовавшей в осаде Одрина. С апреля 1915 — помощник инспектора по артиллерийскому делу в Военном училище. Во время Первой мировой войны был командиром батареи в 15-м артиллерийском полку, участвовал в штурме и взятии крепости Тутракан, оборонявшейся румынскими войсками. С 1917 командовал 1-м конно-артиллерийским отделением.
В 1922—1929 годах последовательно занимал должности инструктора по артиллерии в Военном училище, офицера в 4-м артиллерийском полку, адъютанта в артиллерийском отделе Военного министерства, командира группы в Софийском укреплённом пункте. В 1929—1932 годах — начальник секции в Артиллерийской инспекции. В 1932—1933 годах — начальник отдела Инженерной инспекции. В 1933—1935 годах — командир 7-го артиллерийского дивизиона. В 1935 — начальник учебно-строевого отдела в Артиллерийской инспекции. В 1935—1936 годах — редактор издания «Артилерийски преглед». В 1936 года — помощник командира 3-й дивизии. С 1936 — командир 3-й дивизии. С 17 февраля 1937) по 19 апреля 1941 — начальник Военного училища Его Величества. В апреле — августе 1941 — командующий 5-й армией, участвовавшей в занятии и оккупации Македонии. В 1941—1942 годах — командующий 1-й армией со штабом в Софии. С 11 апреля 1942 по 14 сентября 1943 года — военный министр во втором правительстве Богдана Филова, сторонником политического курса которого он был.
9 сентября 1943 года стал одним из трёх членов Регентского совета, управлявшего Болгарией после смерти царя Бориса III при малолетнем царе Симеоне II. 9 сентября 1944 года после прихода к власти в Болгарии коммунистов был смещён с должности и арестован. Вывезен в Москву, допрошен на Лубянке и возвращён в Болгарию, где 1 февраля 1945 года приговорён к смертной казни так называемым «Народным судом» и в тот же день расстрелян. 26 августа 1996 года посмертно реабилитирован решением Верховного суда Болгарии.
Автор дневника, который он вёл во время пребывания на посту регента (с 19 сентября 1943 по 7 сентября 1944). Дневник был опубликован в 2004 году.

## Звания
- С 22 сентября 1911 — подпоручик;
- С 1 ноября 1913 — поручик;
- С 30 мая 1917 — капитан;
- С 15 марта 1923 — майор;
- С 1 апреля 1927 — подполковник;
- С 6 мая 1933 — полковник;
- С 3 октября 1938 — генерал-майор;
- С 1 января 1942 — генерал-лейтенант.

## Награды
- орден «За храбрость» 4-й степени, 1-го и 2-го класса.
- орден святого Александра 3-й степени и 4-й степени.
- орден «За военные заслуги» 2-й степени.
- орден Железный крест (Германия).